# 开利全球公司
开利全球公司（亦称开利公司或开利空调公司）是美国一家主要生产和分销暖通空調系统的公司，后来业务扩展到食品服务设备以及消防及安全技术设备。总部设立于佛罗里达州棕櫚灘花園。
开利公司由威利斯·开利于1915年创立，1979年被联合技术公司收购，在2020年又被拆分成一间独立公司。
截至2018年，开利公司的市值已达185亿美元，拥有43,000多名员工，为六大洲170个国家/地区的客户提供服务。

## 历史
1912年，美国科学家威利斯·开利发明了现代空调，3年后（1915年），他与其他六名工程师共同筹得32600美元，创立了开利工程公司。他们在美国新泽西州纽瓦克买下了第一间工厂。以他的名字命名的开利公司于1950年代将其空调产品推向了美国家庭市场。
1955年，开利公司与附属气体设备公司（Affiliated Gas Equipment，Inc.）合并，后者拥有Bryant加热器有限公司、日夜热水器有限公司及佩恩炉具供应设备有限公司。
开利公司于1979年7月被联合技术公司收购。在被收购之前，开利公司被称为开利空调公司。
2001年，开利公司已是“全球最大的空调，供暖和冰箱设备制造商”，“总就业人数为42,600”，公司收入为89亿美元。同年，开利宣布将关闭其在奥农多加的工厂。导致近1000名员工失业。:269

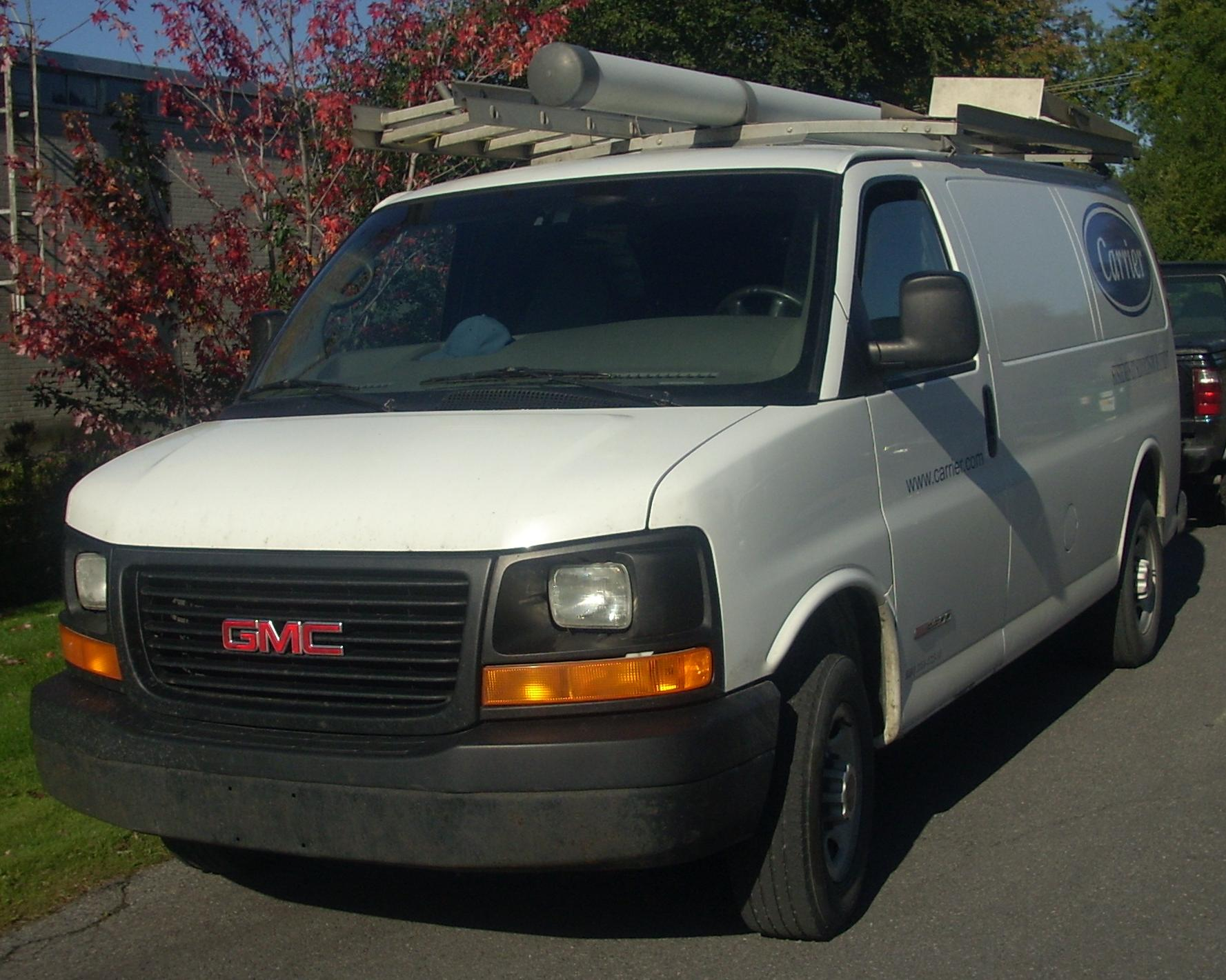
加拿大的一辆开利服务车，摄于2008年。

2008年初，开利宣布将收购美国环境与绿色建筑咨询公司（EMSI）。该公司在北卡罗来纳州夏洛特、印第安纳州亨廷顿、中国上海和墨西哥蒙特雷的工厂均获得了美国绿色建筑委员会的LEED领先能源与环境设计认证。
2016年1月，开利宣布在纽约德威特镇的研发部门将裁员。
2016年2月，开利宣布将关闭其在印第安纳波利斯的工厂，并将生产工厂转移至墨西哥蒙特雷。暖通空调系统及北美分公司总裁克里斯·纳尔逊（Chris Nelson）称，由于“持续的成本和定价压力”以及开利公司在墨西哥的“现有基础设施”及“强大的供应商基础”，将生产工厂转移至墨西哥会使该公司“更有效地节约运营成本”。开利公司的发言人表示，此举不会对工厂员工产生直接影响，这一举动将持续三年，直到2017年年中，所有在印第安纳波利斯工厂任职的员工都不会被辞退。
2016年11月的感恩节假期周末，美国总统唐纳德·特朗普在推文中表示，他正在与开利公司进行谈判，将工厂保留在印第安纳州，而不是搬到墨西哥。
2018年11月，联合技术公司正式宣布将开利公司分离出来，成为独立公司。

## 旗下品牌
- Aero系列（商用空调机组）
- Arcoaire系列
- Aquazone系列（供水设备及地源热泵设备）
- Bryant系列
- 开利冷气系列
- 开利Transicold系列（运输制冷系统，被称为“冷藏箱”[14]）
- 百夫长系列
- Comfort系列（适用于住屋单位的空调设备）
- Comfortmaker系列
- Infinity系列
- International Comfort Products系列品牌
- Linde制冷设备系列
- NORESCO系列
- Payne系列
- Performance系列
- Riello（世界銷量最大燃燒機製造商）
- Totaline系列
- Weathermaster（适用于商业住宅单位的空调设备）